# Taşboğaz, Mutki
Taşboğaz là một xã thuộc huyện Mutki, tỉnh Bitlis, Thổ Nhĩ Kỳ. Dân số thời điểm năm 2011 là 175 người.